# قویولار
قویولار یکی از روستاهای استان آذربایجان شرقی است که در دهستان قزل‌اوزن بخش مرکزی شهرستان میانه واقع شده‌است.